# Vegreville
Vegreville is een plaats (town) in de Canadese provincie Alberta en telt 5519 inwoners (2006). De plaats ligt 103 kilometer ten oosten van Edmonton.
Het grootste deel van de inwoners bestaat uit Canadezen van Oekraïense afkomst. In 1974 werd ter ere van de 100e verjaardag van de Royal Canadian Mounted Police de grootste pysanka (Oekraïense paasei) in het dorp geplaatst.